# Zahlenland
Zahlenland ist eine didaktische Methode, Kindern im Vorschulalter Grundlagen der Mathematik nahezubringen, insbesondere den Zahlenraum von 1 bis 10.
Die Grundidee wurde 2003 als Konsequenz der Ergebnisveröffentlichung der ersten PISA-Studie im Frühjahr 2001 konkretisiert. Aktuell sind besonders zwei unterschiedliche Zahlenland-Konzepte bekannt:
Komm mit ins Zahlenland von Gerhard Friedrich (Erziehungswissenschaftler) und Entdeckungen im Zahlenland von Gerhard Preiß (Mathematikdidaktiker).
Das Preiß`sche Konzept stellt sich als strukturiertes Lernprogramm dar. Das Friedrich’sche Konzept versteht sich im Sinne einer vorbereitenden Lernumgebung zur Ermöglichung ko-konstruktiver Bildungsprozesse.

## Geschichte
Im Zuge der bildungspolitischen Diskussionen nach der Veröffentlichung der ersten PISA-Studie im Jahr 2001 rückte die Förderung mathematischer Kompetenzen im Vorschulalter verstärkt in den Fokus. In diesem Zusammenhang entwickelte der Erziehungswissenschaftler Gerhard Friedrich ab 2003 das Konzept „Komm mit ins Zahlenland“. Es basiert auf allgemeinpädagogischen Überlegungen und versteht sich als vorbereitende Lernumgebung für ko-konstruktive Bildungsprozesse im Elementarbereich.
Parallel dazu entstand unter der Leitung des Mathematikdidaktikers Gerhard Preiß das Konzept „Entdeckungen im Zahlenland“, das stärker auf systematisch aufgebaute Lernschritte und fachdidaktische Strukturen ausgerichtet ist. Beide Konzepte basieren auf der Grundidee, mathematische Inhalte durch anschauliche, bewegungsbezogene Zugänge erfahrbar zu machen.
In der Anfangsphase gab es eine kurze Zusammenarbeit zwischen Friedrich und Preiß, bevor sich die Ansätze aufgrund ihrer unterschiedlichen fachlichen Ausrichtungen voneinander trennten. Während Friedrichs Ansatz schwerpunktmäßig auf Erkenntnissen der Erziehungswissenschaft und Entwicklungspsychologie aufbaut, orientiert sich Preiß stärker an schulischen Lehr-Lern-Modellen der Mathematikdidaktik.
Trotz dieser Unterschiede verfolgen beide Konzepte das Ziel, Kindern den Zahlenraum von 1 bis 10 erlebnisorientiert zugänglich zu machen, und betonen die Bedeutung von Anschaulichkeit, Strukturierung und Lebensweltbezug.

## Theoretische Hintergründe
Gemeinsam ist beiden Zahlenland-Konzepten eine konkrete Interpretation des Begriffs Zahlenraum. Für diesen Zahlenraum von Eins bis Zehn wird nach einer mathematischen Systematik ein physischer Ort geschaffen, um darin die Zahlen anschaulich erfahrbar zu machen.
Die Grundidee eines „Zuhauses“ für Zahlen soll Nähe zur Lebenswelt von Kindern herstellen und es ihnen erleichtern, mathematische Inhalte zu erspielen, in einen für sie relevanten Zusammenhang zu stellen und zu strukturieren.
Zugrunde liegt die Idee, dass Informationen am besten gespeichert werden, wenn sie „ganzheitlich gelernt“ werden, d. h. auf möglichst vielfältige Weise dargeboten und verarbeitet werden. Das „ganzheitliche Lernen“ kann sich sowohl auf den Lernenden (Zusammenspiel verschiedener Sinne wie Sehsinn, Tastsinn, Gehör, Gleichgewichtssinn und Bewegungssinn) als auch auf den Lerngegenstand beziehen.
Bezogen auf den Zahlenraum von Eins bis Zehn beinhaltet ganzheitliches Lernen die gesamte sinnliche Erfahrung der Bedeutungsvielfalt der Grundzahlen:
- Kardinaler Zahlaspekt: Anzahl der Elemente einer Menge (z. B. 6 Äpfel, 3 Tannenzapfen).
- Ordinaler Zahlaspekt: Rangplatz in einer geordneten Menge (z. B. der Erste, der Dritte).
- Rechenaspekt: Zahlen sind zerlegbar, bspw. das Ergebnis einer Rechnung (z. B. 5=3+2).
- Operatoraspekt: In Verbindung mit einer Funktion, bspw. als Vielfaches einer Handlung (z. B. zweimal hüpfen, dreimal klatschen).
- Geometrischer Zahlaspekt: Identifikation geometrischer Muster (z. B. ein Dreieck, ein Viereck).
- Maßzahlaspekt: Quantifizierung von Größen (z. B. zwei Minuten, fünf Kilometer).
- Nominaler Zahlaspekt bzw. Codierungsaspekt: Eindeutige Benennung oder Kennzeichnung (z. B. Postleitzahlen, Telefonnummern).
- Kultureller oder narrativer Zahlaspekt: Symbolische oder mythische Bedeutung in Märchen, Riten, Erzählungen (z. B. die Zahl 13 als Zahl des Unglücks, die Zahl 7 als Glückszahl).

Weitere methodische Ansätze stammen aus verschiedenen Wissenschaftsdisziplinen:
- Neurodidaktik: Die materielle Form- oder Veränderbarkeit des Gehirns und das Lernen stehen in unauflöslicher Beziehung zueinander. Das Gedächtnis von Kindern ist vor allem durch konkrete Situationen und besondere Erlebnisse geprägt. Kinder merken sich dabei auch Orte, an denen die Ereignisse stattfanden. Konkret erhält im Zahlenland jede Zahl einen festen Ort, die Zahlengärten, liegen immer in der gleichen Anordnung und die Grundzahlen werden zu „Zahlereignissen“.
- Entwicklungspsychologie in Verbindung mit der Elementarpädagogik: Menschliche Eigenschaften oder Verhaltensweisen werden nichtmenschlichen Objekten zugeordnet. Im Zahlenland werden deshalb personalisierte Zahlen als didaktisches Hilfsmittel eingesetzt.

## Begleitstudien
Das Zahlenland-Konzept von Friedrich war von 2003 bis 2006 Gegenstand eines Forschungsprojekts. Es wurde gefördert vom Ministerium für Kultus, Jugend und Sport des Landes Baden-Württemberg. Veröffentlicht wurden die Ergebnisse 2006 im Fachmagazin Psychologie in Erziehung und Unterricht (peer-reviewed). Friedrich und Munz wiesen nach, dass die spezifische Ausgestaltung des Konzepts Kinder in zentralen schulrelevanten Kompetenzen (Mathematik und Sprache) nachhaltig fördert, unabhängig vom sozio-ökonomischen Hintergrund der Kinder.
Von 2005 bis 2009 war Komm mit ins Zahlenland (Friedrich) Teil des von der BASF AG initiierten Projektes „Offensive Bildung“.